# هرانیتسه (ناحیه چسکه بودیوویتسه)
هرانیتسه (به چکی: Hranice) یک منطقهٔ مسکونی در جمهوری چک است که در شهرستان چسکه بودیوویتسه واقع شده‌است. هرانیتسه ۶٫۹۱ کیلومتر مربع مساحت و ۲۲۰ نفر جمعیت دارد و ۴۸۰ متر بالاتر از سطح دریا واقع شده‌است.